# Zdeněk Lhota (politik)
Zdeněk Lhota (* 8. prosince 1967 Hořice) je český politik ODS, v letech 2006–2010 poslanec Parlamentu ČR za Královéhradecký kraj.

## Vzdělání, profese a rodina
Po maturitě na SPŠ strojnické v Hradci Králové nastoupil v roce 1986 do podniku Závody silnoproudové elektrotechniky Hořice, kde pracoval do roku 1993 v oddělení kovovýroby. Mezi lety 1993–1997 byl zaměstnán u městské policie v Hořicích a Hradci Králové. Od roku 1997 vlastní živnostenský list. V letech 2001–2006 provozoval coby OSVČ velkoobchod s doplňky sportovní a zdravé výživy. Roku 2008 založil Nadační fond Modrá Niké. V roce 2009 zakončil studium na CEVRO Institutu v Praze udělením titulu bakalář.
Je ženatý, s manželkou má dvě dcery – Kláru a Denisu.

## Politická kariéra
Do ODS vstoupil v roce 1995. Mezi roky 1997–2001 dělal manažera ODS pro okres Jičín. Od roku 2001 je předsedou Oblastního sdružení ODS Jičín, přičemž v letech 2004–2008 byl místopředsedou Regionálního sdružení ODS Královéhradeckého kraje.
V komunálních volbách roku 1998, komunálních volbách roku 2002 a komunálních volbách roku 2006 byl zvolen do zastupitelstva města Hořice za ODS. V komunálních volbách roku 2010 sem kandidoval neúspěšně. Profesně se uvádí roku 1998 jako manažer ODS, roku 2002 coby manažer, následně v roce 2006 jako poslanec a roku 2010 coby podnikatel. V funkčním období 2002–2006 se stal i členem Rady města.
Ve volbách v roce 2006 byl zvolen do poslanecké sněmovny za ODS (volební obvod Královéhradecký kraj). Působil ve sněmovním hospodářském výboru. Ve sněmovně setrval do voleb v roce 2010. Ve volbách 2010 svůj mandát neobhájil kvůli tzv. kroužkování.
Vlastní firmu, která se zabývá LED osvětlením, a pořádá každoroční rockový festival The Legends Rock Fest v Hořicích.